# Hermandad de la Piedad (Málaga)
La Hermandad de la Piedad, cuya denominación oficial es Real Hermandad de Nuestra Señora de la Piedad, es una hermandad de Málaga, miembro de la Agrupación de Cofradías, que participa en la Semana Santa malagueña.

## Historia

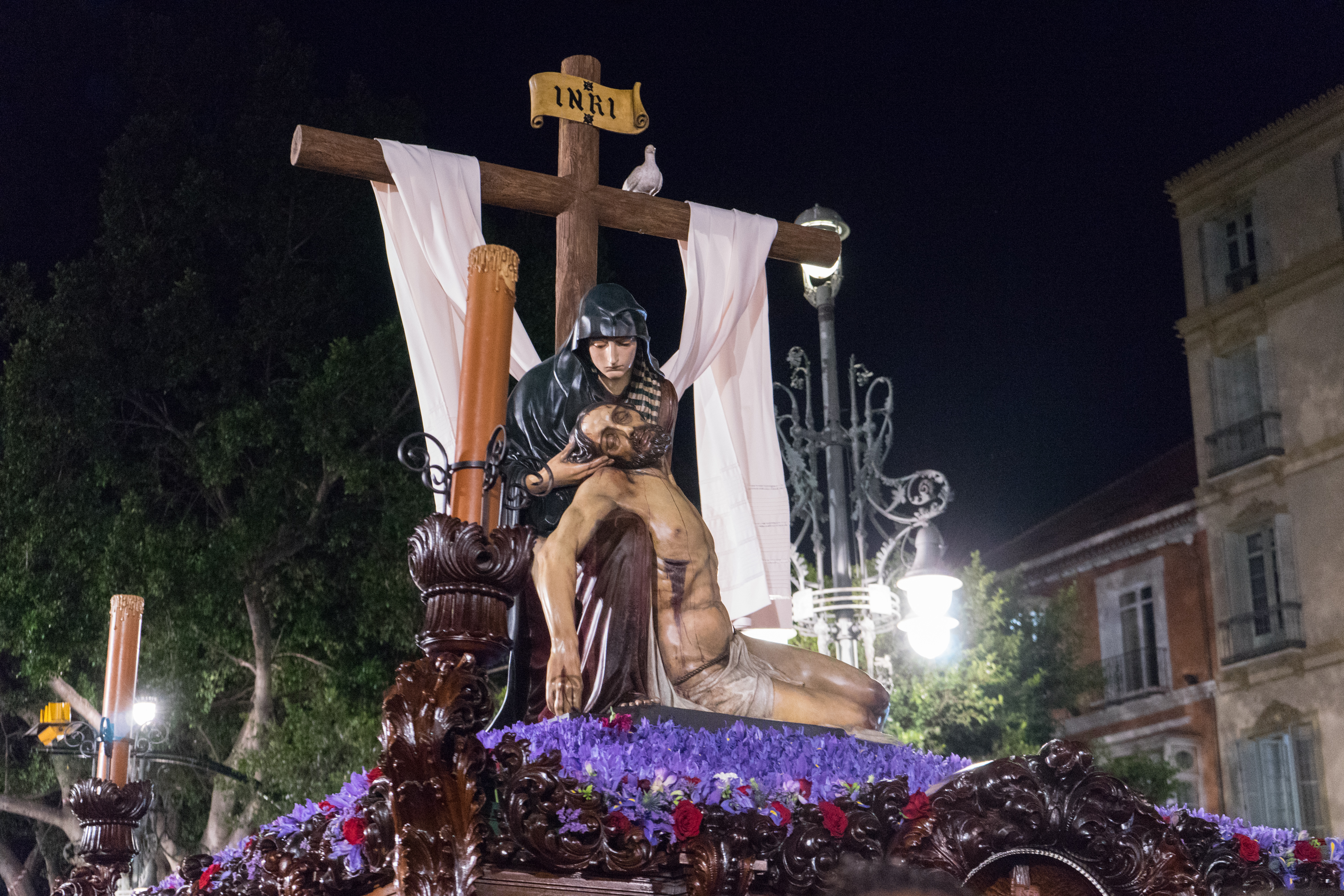
Trono de la Piedad por la Alameda Principal

Fundada en 1929 por el gremio de carteros erigiéndose en el desaparecido Convento de la Merced, donde se comienza a rendir culto al grupo escultórico de la Piedad, obra de Palma García.
La Cofradía desfiló por primera vez el Viernes Santo del 29 de marzo de 1929, luciendo la siguiente indumentaria: los mayordomos y campanilleros llevaban túnicas y capas blancas de raso con vueltas negras de raso; bocamangas de encaje holandés, capirotes de terciopelo negro, cíngulos de seda en negro con borlas de oro y escudos de la Orden de la Merced bordados en oro y seda. Los penitentes vestían de negro con un filo blanco en los capirotes. El grupo escultórico fue procesionado sobre un trono dorado diseñado por Francisco Palma García y tallado D. Francisco Silva.
En los sucesos de 1931 se pierde todo el patrimonio, incluyendo a la titular.
En 1942 se realiza un nuevo grupo, a cargo de Francisco Palma Burgos, hijo de Francisco Palma García, gracias a los donativos recogidos por el empleado de Correos,Francisco Rodríguez Frasquier,saliendo por vez primera en este mismo año.
Quedó establecida en la Parroquia de los Santos Mártires, finalmente se acabó trasladando a su actual capilla, en el corazón del barrio de El Molinillo, donde concentra una gran devoción.

## Iconografía
Se representa el momento en el que María sostiene entre sus brazos a su Hijo muerto.

## Imágenes
El grupo de la Piedad es obra de Francisco Palma Burgos (1941), siguiendo el mismo boceto que su padre.

## Tronos
Madera de caoba ,8 varales , cruz de madera,campana dorada

## Marchas dedicadas
Banda de Música:
- La Piedad, Ricardo Dorado Janeiro (1929)
- Virgen de la Piedad, Perfecto Artola Prats (1988)
- ¡Madre, ten Piedad!, Gabriel Robles Ojeda (2003)
- En su regazo, Gabriel Robles Ojeda (2006)
- Piedad, Juan José de Ramón Biedma (2014)
- Virgen de la Piedad, Antonio Guerra Montoya (2005)
- Adoración a tu piedad, José Luis Arias Bermúdez (2017)
- En los brazos de una madre, Adolfo Gálvez González (2022)

Cornetas y Tambores:
- Virgen de la Piedad, Alberto Escámez

## Recorrido Oficial
| Predecesor: El Traslado | Orden de entrada en el Recorrido Oficial (Viernes Santo) 6.º lugar | Sucesor: El Sepulcro |